# Asia Rugby Championship Division 2 2022
El Asia Rugby Championship Division 2 de 2022 fue la decimoquinta edición del torneo de tercera división organizado por la federación asiática (AR).
El campeonato se disputó en la ciudad de Lahore, Pakistán.

## Equipos participantes
- Selección de rugby de China (se retiró)
- Selección de rugby de Pakistán
- Selección de rugby de Tailandia
- Selección de rugby de Taiwán (se retiró)

## Desarrollo
| 29 de mayo | Pakistán | 15 - 20 | Tailandia | Punjab Stadium, |  |

| 1 de junio | Pakistán | 24 - 18 | Tailandia | Punjab Stadium, |  |

| Bandera de Pakistán               |
| Campeón de la División 2 Pakistán |
| Primer título                     |